# Шондонг
Шандонг е пещера във Виетнам, и граничи с Лаос, в провинция Куанг Бин, Виетнам (Национален парк Фонг Нха-Ке Банг), на 500 километра южно от столицата Ханой.
Местен човек открил тази пещера през 1991 г., но британски екип проучва пещерата през 2009 г. Дължината е 6,5 км, на височина е 200 м, ширината е 150 м. Има подземна река.